# Wayne Northrop
Wayne Alan Northrop, född 12 april 1947 i Sumner i Pierce County, Washington, död 29 november 2024 i Los Angeles, Kalifornien, var en amerikansk skådespelare som var mest känd för sin roll som Michael Culhane i den amerikanska såpoperan Dynastin.
Han var fram till sin död gift med Lynn Herring, och de har två söner födda 1991 och 1993.

## Fotnoter
1. ↑  läs online, deadline.com  .[källa från Wikidata]
2. ↑   https://www.tvguide.com/celebrities/wayne-northrop/credits/3030415700/ (engelska)
3. ↑  https://deadline.com/2024/12/wayne-northrop-dies-77-dynasty-days-of-our-lives-actor-1236190499/ (engelska)